# Antoine Normant
Pour les articles homonymes, voir Normant.
Antoine Normant est un homme politique français né le 17 mai 1784 à Villefranche-sur-Cher (Loir-et-Cher) et décédé le 6 septembre 1849 à Romorantin (Loir-et-Cher).
D'abord ouvrier drapier, il ouvre une manufacture qui occupa jusqu'à 2500 ouvriers. Il est le premier à utiliser des machines à tisser, rapportées de Belgique en 1811. Maire de Romorantin-Lanthenay, membre du conseil général, il est aussi député de Loir-et-Cher de 1848 à 1849, siégeant au centre-droit.

## Sources
- « Antoine Normant », dans Adolphe Robert et Gaston Cougny, Dictionnaire des parlementaires français, Edgar Bourloton, 1889-1891 [détail de l’édition]